# Молодая гвардия (песня, Третьяков)
Молодая гвардия («Железными резервами…») — песня первых лет советской власти, написанная для хорового исполнения, композитора Бориса Шехтера на слова Сергея Третьякова, опубликованные в 1924 году как стихотворение. В припеве использованы строки «Мы — молодая гвардия рабочих и крестьян» из песни «Молодая гвардия» 1922 года на стихи Александра Безыменского.
По мнению музыковеда Е. М. Браудо, в песне, как и в других хорах Бориса Шехтера, написанных для молодёжи, «чувствуется суровая сдержанность, сконцентрированная воля». Песня была популярна в массах, часто звучала на митингах и демонстрациях.